# Karl Eugen Georg Anton Hubert Marie Ghislain de Loë
Karl Eugen Georg Anton Hubert Marie Ghislain baron de Loë (Bonn, 11 juni 1904 − Bern, 3 maart 1937) was een Nederlands burgemeester.
De Loë was een telg uit het oud-adellijke geslacht De Loë en een zoon van Levinus Clemens Marie Hubertus baron de Loë-Imstenraedt, heer van Mheer (1861-1925) en (Belgisch) jkvr. Marguerite Marie Joséphine Ghislaine van der Linden d'Hooghvorst (1869-1922), telg uit het geslacht Van der Linden d'Hooghvorst. In oktober 1929 werd hij benoemd tot burgemeester van Eijsden, indertijd de jongste burgemeester van Nederland. Hij trouwde in 1931 met jkvr. Mathilde Clara Françoise Maria van Nispen tot Sevenaer (1909-2007), telg uit het geslacht Van Nispen wier broer en zwager ook burgemeester waren; zij kregen vier zonen. Hij overleed in zijn ambt in Zwitserland op slechts 32-jarige leeftijd. Zijn weduwe hertrouwde in 1952 met jhr. dr. ir. Willem Jules Jan de Muralt (1900-1970), telg uit het geslacht De Muralt en zoon van burgemeester, Tweede en Eerste Kamerlid jhr. ir. Robert Rudolph Lodewijk von Muralt (1871-1936), en zij overleefde haar eerste echtgenoot zeventig jaar.